# المزرعة (السويداء)
قرية المزرعة قرية وناحية سوريّة إداريّة تتبع منطقة السويداء في محافظة السويداء جنوب شرق سوريا. بلغ عدد سكان الناحية 16,627 نسمة حسب تعداد عام 2004. اسمها بالأصل السجن وسميت حديثًا بالمزرعة تيمنا بقربها من موقع معركة المزرعة التي سطر فيها أجداد جبل العرب أقوى معركة كما دونت في مذكرات الجنرالات الفرنسية، وهي قرية أثرية تاريخية.

## التسمية
سميت بالسجن لمقولتين:
- الأولى كما يقال أن هناك نبع ماء قديم وانقطع فقيل عنه سجن.
- الثانية أن هناك سجن قديم فيها، وليس مؤكد إحدى المقولتين وتحول اسمها حديثآ إلى قرية المزرعة.

## مميزات القرية وسكانها
تتميز بمناخ جميل معتدل وفيها مساحات من الأراضي الزراعية الخصبة يزرع فيها القمح والشعير والبقول والأشجار المثمرة مثل الزيتون واللوزيات.
هي مركز {ناحية} ويوجد فيها كافة الخدمات الاجتماعية والاقتصادية.
قريه المزرعة تضم في جوفها كليات حكومية 
كليه الزراعة 
كليه الآثار 
كليه الأدب العربي
بالإضافة إلى ثلاث مدارس ابتدائية
و مدرستان إعدادية 
و ثلاث مدارس ثانوية عامة وصناعية وفنون
و تحوي المزرعة على مركز ثقافي عربي 
نظراً لأهميتها التاريخية في معركه المزرعة
كما تحتوي على كافه الخدمات المطلوبة 
من مستوصفات ومراكز طبيه 
و مؤسسات استهلاكية ومراكز بيع سلع
و بما أن المزرعة هي مركز ناحيه فهي تحوي كل المقرات الحكومية الخاصة بجميع القرى المحيطة 
فتحتوي دائرة النفوس 
و مركز الناحية اضافه إلى مركز شرطة الناحية 
و العديد من المقرات الحكومية

## أهميتها التاريخية
في البلدة الكثير من الآثار التي تتمثل بالمساكن والقصور والمنشآت الرومانية وأقنية المياة والخزانات والعديد من الآثار الرومانية وكما هو معروف ان المنطقة من أشهر المناطق الأثرية الرومانية لذلك نجد بأن البلدة والقرى والبلدات وخاصة في منطقة اللجاة متحف طبيعي لكثرة آثار هذه المنطقة حيث مرت العديد من الحضارات الرومانية واليونانية والانباط وغيرهم كما فتحتوي على العديد من المعابد والاثارات والحضارات القديمة التي يمتد عمرها إلى آلاف السنين 
آثارات الرومانية العديده في البلدة
و هي الشاهد على عمق تاريخ هذه القرية وجذورها المثبته في التاريخ 
كما يوجد آثارات ومباني نبطية.

## معركة المزرعة
للمزرعة دور هام جداً وكبير في الثورة السورية الكبرى بل كان لها الدور الأكبر في دحر الجيش الفرنسي في المعركة المشهورة معركة المزرعة، حيث لحق الجيش الفرنسي خسارات كبيرة وانهارت قوته في هذه المعركة وكان نتيجة لذلك ان انقذت معركه المزرعة جميع سوريا لأنها دمرت الجيش الذي كان متوجها شمالاً عبر المزره لتدمير دمشق 
عندما دخل الجيش الفرنسي محافظة السويداء جنوب سوريا بقيادة الجنرال الفرنسي ميشو واجه ثوار جبل الدروز الجيش الفرنسي ببساله والتي أدت إلى خسارة الجيش الفرنسي بشكل كبير وقد جرح قائد الحملة قبل أن يفر هاربا من أرض المعركة ومن خرج مجروحا واو على قيد الحياة كانوا قلائل جدا من الجنود الفرنسيين حيث تم القضاء كليا على الحملة والحاق أكبر هزيمة بالجيش الفرنسي في معركة المزرعة.
تعتبر هذه المعركة من أهم معارك الحروب الحديثة حيث كان الجيش الفرنسي يملك الطائرات والدبابات والمجنزرات ورشاشات ومدافع في حين كان الثوار ابطال جبل الدروز يحاربون بالبنادق العثمانية وبنادق الصيد والسيوف والبلطات التي كسبوها الثوار من انتصاراتهم السابقة أمام العثمانيين.
ويذكر بانتصار ثوار جبل الدروز ضد المستعمر الفرنسي فكانت معركة سطر فيها جبل العرب الابطال أهم دروس الشجاعة والقوة والاباء والوطنية دفاعا عن بلادهم وكتبوا اسماءهم في التاريخ بأحرف من نور.
وكان من أهم الأحداث التي ذكرها التاريخ أثناء الثورة السورية الكبرى هي الملاحم التي سطرتها عظيمات هذا الجبل الاشم واحرار سوريا..
و من أكبر الأشياء المهمة لهذه المعركة كانت بدحر أغلب القوة الفرنسية القادمة من الأردن والتي كانت متوجهه لتمزيق دمشق والشمال السوري فقد دحرت هذه القوة [بمعركه المزرعة] وأبيدت وكان لهذه المعركة أهمبه بتخفيف الضغط عن باقي سوريه وإبقاء [الثورة السورية الكبرى] متقده والتي كانت أصلا" قد أشعلت من السويداء